# Luísa Todi
Luísa Rosa de Aguiar Todi (Setúbal, 9 gennaio 1753 – Lisbona, 1º ottobre 1833) è stata un mezzosoprano portoghese, con una voce molto ricca e potente e un grande talento drammatico.

## Biografia
Nata a Setúbal, nel 1765 si trasferì con la famiglia a Lisbona, dove il padre esercitava il mestiere di scrittore di musica presso il Teatro di Bairro Alto. Qui Luísa fece il suo debutto come attrice nel 1767 o 1768, nel Il Tartuffo di Molière, e qui incontrò Francesco Saverio Todi (Napoli,1745 - Porto, 1803), violinista italiano, che sposò nel 1769.
Dopo il matrimonio, su suggerimento del marito, iniziò a prendere lezioni di canto con David Perez, compositore italiano e maestro di cappella reale.
Nel 1770 debuttò come cantante nell'opera Il viaggiatore ridicolo di Giuseppe Scolari nel Teatro di Bairro Alto. Dal 1772 al 1777 Luísa visse a Porto facendo la cantante e l'insegnante di canto e iniziando a conquistarsi una discreta reputazione.
Nell'inverno del 1777, a 24 anni, cantò per la prima volta all'estero, al King's Theatre di Londra: la critica musicale inglese fu entusiasta, lodando le sue doti sia come cantante che come attrice.
Nel 1778 cantò nei famosi Concerts spirituels a Parigi, riportando un incontrastato trionfo e guadagnandosi la fama di migliore cantante straniera mai esibitasi in Francia, dove rimase fino al 1780. Quindi, fino al 1783 cantò al Teatro Regio di Torino, con l'intervallo di una tournée in Germania e in Austria nel 1781.
All'età di 30 anni fece ritorno a Parigi per i Concerts spirituels: qui venne creata una rivalità fra la Todi e il soprano tedesco Gertrud Elisabeth Mara (1749-1833), che divise il pubblico e dalla quale Luísa uscì vincitrice: i Francesi iniziarono a chiamarla "la cantante nazionale".
Nel 1784 Luísa si recò in Russia con marito e figli su invito della zarina Caterina II. Arrivò a San Pietroburgo il 7 giugno 1784 e venne ricevuta dall'imperatrice due giorni dopo; il 10 giugno, alla presenza di Caterina, Luísa si esibì nell'Armida e Rinaldo di Giuseppe Sarti con grande successo, tanto che al termine della rappresentazione l'imperatrice le regalò due braccialetti di diamanti. In ringraziamento, Luísa e il marito scrissero la 'festa teatrale' Pollinia e la dedicarono a Caterina. L'opera andò in scena per la prima volta a ottobre e a fianco di Luísa c'era il famoso castrato Luigi Marchesi: questi, noto per il suo carattere difficile, divenne invidioso del successo della cantante, e nacque così un'accesa rivalità fra i due destinata a proseguire negli anni. L'imperatrice favoriva la Todi e Marchesi lasciò la Russia, anche a causa del clima troppo rigido.
Luísa Todi invece rimase in Russia quattro anni, dal 1784 al 1788, durante i quali venne trattata con grande rispetto e amicizia: era l'insegnante di canto delle principesse e Caterina II le dimostrava il suo favore regalandole gioielli di grande valore.
Nel 1788 Luísa era alla corte di Federico Guglielmo II di Prussia, e l'anno seguente di nuovo a Parigi, dove era ormai reputata dai critici "la più grande cantante dell'epoca". Poche settimane prima dello scoppio della Rivoluzione francese lasciò la Francia per tornare in Prussia. Nel 1790 partì per un trionfale tour attraverso la Germania e a Bonn venne omaggiata con un concerto di Ludwig van Beethoven. Alla fine di quell'anno giunse a Venezia, al Teatro San Samuele, nell'opera Didone abbandonata, e in quell'occasione si esibì indossando gli splendidi gioielli dono di Caterina II.
A Venezia Luísa Todi, allora trentasettenne, raggiunse l'apice della carriera, tanto che la stagione teatrale 1790/1791 venne chiamata "l'anno della Todi". Qui si rinnovò anche la rivalità con il Marchesi. Durante la sua permanenza nella città lagunare, tuttavia, dei problemi alla vista la costrinsero a stare lontana dal palcoscenico per alcuni mesi: il pubblico veneziano era in ansia per lei e gli ammiratori le dedicarono moltissimi versi di omaggio. Quando Luísa ritornò sulle scene, nel 1791, venne accolta con una grandissima ovazione. Oltre che a Venezia si esibì anche in numerose altre città italiane.
Dal 1792 al 1796 cantò a Madrid al Teatro de los Caños del Peral. Nell'aprile 1793 era tornata per una serie di rappresentazioni nel suo paese natale, il Portogallo, dove ebbe bisogno di un'autorizzazione speciale poiché alle donne era lì vietato di esibirsi in pubblico: a Lisbona cantò in occasione delle celebrazioni per la nascita della figlia del principe reggente (il futuro Giovanni VI). Sfortunatamente, i suoi connazionali non furono in grado di apprezzarne il talento, anche perché l'esibizione non fu adeguatamente pubblicizzata e la famiglia reale non fu presente.
Dopo aver cantato anche a Napoli (1796), ritornò definitivamente in Portogallo nel 1801, stabilendosi a Porto e continuando a esibirsi fino alla morte del marito, nel 1803, quando si ritirò e mise il lutto per tutto il resto della sua vita.
Nel 1809 Porto venne invasa dall'esercito napoleonico al comando del generale Nicolas Jean de Dieu Soult: Luísa Todi decise di abbandonare la città, ma durante la fuga andò smarrita gran parte dei suoi averi, compresi i suoi gioielli, il che rese le sue condizioni economiche nell'ultima parte della sua vita piuttosto precarie.
Luísa Todi e la sua famiglia vennero anche imprigionati per un breve periodo dai Francesi, ma il generale Soult riconobbe in lei la "cantante nazionale" e la fece scarcerare.
Nel 1811 si trasferì a Lisbona. Nel 1823 era ormai completamente cieca; morì il 1º ottobre 1833, in conseguenza di un ictus che l'aveva colpita il 28 luglio di quell'anno: venne sepolta molto modestamente nella chiesa dell'Incarnazione, nel quartiere di Chiado, dove si trova tuttora, nonostante numerose richieste di discendenti e ammiratori perché venisse traslata in un luogo più consono.
Luísa Todi era universalmente lodata per le sue capacità vocali, la sua dizione chiara, la sua padronanza delle lingue (parlava perfettamente francese, inglese, italiano e tedesco), la sua professionalità, il suo talento come attrice e per la sensibilità con cui si calava nei personaggi, qualità che la rendono un'interprete estremamente moderna.
Bibliografia:
CLARO, Rogério Peres (ed. lit.). Setúbal no Século XVIII: As Informações Paroquiais de 1758. Setúbal, edição do autor, 1957.
MOREAU, Mário. Cantores de Ópera Portugueses. Lisboa, Bertrand, 3 vols., 1981-1995. ISBN 972-25-0975-6
MOREAU, Mário. Luísa Todi: 1753-1833. Lisboa, Hugin, 2002. ISBN 972-794-160-5
PAXECO, Fran. Setúbal e as Suas Celebridades. Lisboa, Sociedade Nacional de Tipografia, 1930.
RIBEIRO, Mário de Sampaio. Luísa de Aguiar Todi, Lisboa, Edição da Revista «Ocidente», 1943.
VASCONCELOS, Joaquim de. Luísa Todi: Estudo Crítico. Évora, Sementes de Mudança, 2008. ISBN 978-989-95648-7-9